# Víktor Diduk
Víktor Ivánovich Diduk –en ruso, Виктор Иванович Дидук– (Leningrado, URSS, 8 de julio de 1957) es un deportista soviético que compitió en remo.
Participó en los Juegos Olímpicos de Seúl 1988, obteniendo una medalla de plata en la prueba de ocho con timonel. Ganó cuatro medallas en el Campeonato Mundial de Remo entre los años 1981 y 1986.

## Palmarés internacional
| Juegos Olímpicos   | Juegos Olímpicos         | Juegos Olímpicos  | Juegos Olímpicos |
| Año                | Lugar                    | Medalla           | Prueba           |
| ------------------ | ------------------------ | ----------------- | ---------------- |
| 1988               | Seúl (Corea del Sur)     | Medalla de plata  | Ocho con timonel |
| Campeonato Mundial |                          |                   |                  |
| Año                | Lugar                    | Medalla           | Prueba           |
| 1981               | Múnich (RFA)             | Medalla de oro    | Ocho con timonel |
| 1982               | Lucerna (Suiza)          | Medalla de bronce | Ocho con timonel |
| 1985               | Malinas (Bélgica)        | Medalla de oro    | Ocho con timonel |
| 1986               | Nottingham (Reino Unido) | Medalla de plata  | Ocho con timonel |